# Rolling Stone
Rolling Stone je ameriška revija izdajatelja Wenner Media LLC iz New Yorka, ki pokriva predvsem ameriško pop kulturo in izhaja dvakrat mesečno v nakladi približno 1,5 milijona izvodov.
Revijo sta leta 1967 v San Franciscu ustanovila urednik Jann Wenner in glasbeni kritik Ralph J. Gleason. Naslov je poklon bluesovski pesmi »Rollin' Stone« Muddyja Watersa, rock skupini Rolling Stones in Dylanovem singlu »Like a Rolling Stone«.
Rolling Stone je kmalu vzbudil pozornost kot ena prvih publikacij, ki je resneje pokrivala rock 'n' roll in kontrakulturna gibanja s konca 1960. let. V zgodnjih 1970. letih je zaslovel s kvalitetnim glasbenim novinarstvom, intervjuji z najpomembnejšimi rock zvezdniki, angažiranimi političnimi prispevki Hunterja S. Thompsona, ki je v tej reviji prvič izdal svoj kultni roman Fear and Loathing in Las Vegas, in fotografijami Annie Leibovitz ter postal institucija. Leta 1977 se je uredništvo preselilo v New York. Do konca 1980. let se je njegov vpliv zmanjšal, vendar Rolling Stone ostaja tržno uspešna publikacija vse do zdaj. Še vedno pokriva različne tematike, od 1990. let pa je usmerjenost bolj izrazito komercialna, s prispevki o pop zvezdnikih, filmih ipd., v slogu tabloidov za moške, ki ciljajo na mlajše občinstvo. Kljub temu, da še vedno velja za enega najvplivnejših medijev na svojem področju, je izdajatelja prizadela kriza tiskanih medijev v dobi interneta, zato je konec leta 2016 prodal skoraj polovični delež kitajskemu investitorju.